# Coupe Canada 1984
Navigation
1981 1987
La Coupe Canada 1984 est le troisième tournoi international de la Coupe Canada de hockey sur glace. La Finlande qui n'a gagné qu'un seul match depuis le début de Coupe Canada est remplacée par l'Allemagne de l'Ouest. L'Allemagne de l'Ouest finit le tournoi avec une fiche de 0-4-1, mais devant la Tchécoslovaquie grâce aux buts pour et contre.
La finale (2-de-3) a lieu entre la Suède et le Canada, le Canada remporte 2 matchs contre 0.

## Lieux des parties
| Buffalo Memorial Auditorium | Forum            | Halifax Metro Centre     | London Gardens  |
| --------------------------- | ---------------- | ------------------------ | --------------- |
| Buffalo, New York           | Montréal, Québec | Halifax, Nouvelle-Écosse | London, Ontario |
|                             |                  |                          |                 |

| Northlands Coliseum | Olympic Saddledome | Pacific Coliseum                |
| ------------------- | ------------------ | ------------------------------- |
| Edmonton, Alberta   | Calgary, Alberta   | Vancouver, Colombie-Britannique |
|                     |                    |                                 |

## Effectifs

### Allemagne de l'Ouest
Attaquants et défenseurs: Peter Schiller, Ernst Höfner, Franz Reindl, Manfred Wolf, Peter Obresa, Marcus Kuhl, Holger Meitinger, Gerd Truntschka, Roy Roedger, Dieter Hegen, Helmut Steiger, Michael Betz, Andreas Niederberger, Udo Kiessling, Rainer Blum, Joachim Reil, Peter Scharf, Dieter Medicus, Ignaz Berndaner, Uli Hiemer
Gardiens: Karl Friesen, Bernard Engelbrecht
Entraîneurs: Xaver Unsinn

### Canada
Attaquants et défenseurs: Steve Yzerman, Glenn Anderson, Brent Sutter, Mark Messier, Bob Bourne, Michel Goulet, Rick Middleton, Mike Gartner, Mike Bossy, Brian Bellows, Peter Šťastný, John Tonelli, Wayne Gretzky, Charlie Huddy, Kevin Lowe, Raymond Bourque, Larry Robinson, Randy Gregg, Doug Wilson, Paul Coffey
Gardiens: Pete Peeters, Réjean Lemelin, Grant Fuhr
Entraîneurs: Glen Sather, John Muckler, Ted Green, Tom Watt

### États-Unis
Attaquants et défenseurs: Neal Broten, Bobby Carpenter, Ed Olczyk, Mark Johnson, Bob Brooke, Joe Mullen, Bryan Trottier, Brian Mullen, Aaron Broten, Bryan Erickson, Dave A.Jensen, Brian Lawton, Mark Fusco, Mike Ramsey, Phil Housley, Rod Langway, Gordie Roberts, Chris Chelios, Tom Hirsch
Gardiens: Glenn "Chico" Resch, Tom Barrasso
Entraîneurs: Bob Johnson

### Suède
Attaquants et défenseurs: Håkan Loob, Kent Nilsson, Bengt-Åke Gustafsson, Patrik Sundström, Peter Sundström, Thomas Steen, Anders Håkansson, Thomas Gradin, Per-Erik Eklund, Mats Näslund, Tomas Sandström, Jan Claesson, Mats Thelin, Anders Eldebrink, Jan Lindholm, Michael Thelvén, Bo Ericson, Peter Andersson, Thomas Eriksson
Gardiens: Rolf Ridderwall, Peter Lindmark, Göte Wälitalo
Entraîneurs: Leif Boork, Curt Lindström

### Tchécoslovaquie
Attaquants et défenseurs: Petr Rosol, Igor Liba, Petr Klíma, Jiří Dudáček, Vladimír Růžička, Vladimír Caldr, Jiri Lála, Dusan Pasek, Ladislav Svozil, Vladimir Kames, Jiří Hrdina, Jaroslav Korbela, Vincent Lukáč, Miloslav Horava, František Musil, Eduard Uvira, Arnold Kadlec, Jaroslav Benák, Antonin Stavjana
Gardiens: Dominik Hašek, Jaromir Sindel
Entraîneurs: Ludek Bukac, Stanislav Nevesel

### Union soviétique
Attaquants et défenseurs: Vladimir Kroutov, Igor Larionov, Sergueï Svetlov, Irek Guimaïev, Mikhaïl Varnakov, Sergueï Chepelev, Sergueï Makarov, Sergueï Iachine, Aleksandr Skvortsov, Mikhaïl Vassiliev, Aleksandr Kojevnikov, Anatoli Semionov, Vladimir Kovine, Vladimir Zoubkov, Igor Stelnov, Vassili Pervoukhine, Alekseï Kassatonov, Alekseï Goussarov, Sergueï Starikov, Zinetoula Bilialetdinov
Gardiens: Vladimir Mychkine, Aleksandr Tyjnykh
Entraîneurs: Viktor Tikhonov, Vladimir Iourzinov

## Ronde Préliminaire
| Clt   | Équipe               | PJ | V | D | N | BP | BC | Pts |
| ----- | -------------------- | -- | - | - | - | -- | -- | --- |
| +001, | Union soviétique     | 5  | 5 | 0 | 0 | 22 | 7  | 10  |
| +002, | États-Unis           | 5  | 3 | 1 | 1 | 21 | 13 | 7   |
| +003, | Suède                | 5  | 3 | 2 | 0 | 15 | 16 | 6   |
| +004, | Canada               | 5  | 2 | 2 | 1 | 23 | 18 | 5   |
| +005, | Allemagne de l'Ouest | 5  | 0 | 4 | 1 | 13 | 29 | 1   |
| +006, | Tchécoslovaquie      | 5  | 0 | 4 | 1 | 10 | 21 | 1   |

- Qualifié pour les demi-finales.

## Tour final

### Demi-finales
| 12 septembre | Suède | 9-2 (4-0, 2-0, 3-2) | États-Unis | Northlands Coliseum, Edmonton 5 230 spectateurs |

| 13 septembre | Canada | 3-2 (pr) (0-0, 1-0, 1-2, 1-0) | Union soviétique | Olympic Saddledome, Calgary 13 307 spectateurs |

### Finale
| 16 septembre | Canada | 5-2 (2-1, 1-0, 2-1) | Suède | Olympic Saddledome, Calgary 15 966 spectateurs |

| 18 septembre | Canada | 6-5 (5-1, 1-3, 0-1) | Suède | Northlands Coliseum, Edmonton 10 449 spectateurs |

## Honneurs individuels
- MVP du tournoi :  John Tonelli
- Équipe d'étoiles :
  - Gardien de but :  Vladimir Mychkine
  - Défenseurs :  Paul Coffey et  Rod Langway
  - Attaquants :  Wayne Gretzky,  John Tonelli et  Sergueï Makarov